# Compressore aria respirabile
Il compressore per aria respirabile è un tipo di compressore alternativo a pistoni multipli radiali detti multistadio. In pratica è una sofisticata macchina che abbina le caratteristiche del compressore per aria abbinato a sistemi di filtraggio e deumidificazione, a scarico di condensa manuale ed in quelli di ultima generazione automatico a controllo elettronico. Questo perché durante la compressione si genera una grande quantità di acqua emulsionata con parti di olio di lubrificazione, con relative problematiche quali accumulo di acqua nelle bombole e possibile inquinamento dell'aria e conseguente intossicazione per chi eventualmente la respirasse. 

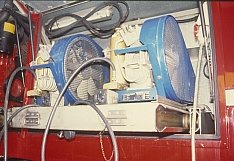
Compressori portatili nel box Ferrari

## Storia
Il settore minerario è stato quello che per primo ha avuto la necessità di utilizzare dei sistemi di respirazione autonomi per operare in ambienti saturi di gas, fin dall'800. Proprio in questo settore si sono sviluppate le tecnologie relative che hanno portato al perfezionamento dei sistemi di fornitura di aria per la respirazione. Inizialmente per alimentare i pozzi di profondità si utilizzavano delle enormi pompe a mantice e poi a pistone, azionate a mano o a trazione animale, quando era necessario disporre di maggior quantità. Caratteristico era nel campo subacqueo della fine del XVIII secolo e primi del XIX la figura degli assistenti dei palombari che dovevano azionare la pompa a manovelle per fornire aria che consentiva al palombaro di respirare sul fondo. In seguito, la Draeger ha creato il primo respiratore autonomo ad ossigeno, che utilizzavano i minatori per poter operare nelle profondità della miniera ove e quando l'aria fresca non arrivava e quindi dove l'ossigeno non era sufficiente, e da cui si è sviluppato poi il respiratore per uso subacqueo degli uomini rana. Quindi la necessità di riempire le bombole e con lo sviluppo dell'industria e delle tecnologie dei motori a pistone e dei contenitori ad alta pressione, soprattutto con lo sviluppo dei sommergibili utilizzati per il primo conflitto mondiale, si sono realizzate infine sia macchine di grandi dimensioni che i pratici modelli portatili. Le restrittive norme attuali in campo industriale e sanitario hanno portato infine allo sviluppo dei moderni e sofisticati compressori oggi sul mercato, dove l'aria respirabile deve rispettare delle caratteristiche date da tabelle specifiche ed essere quindi assolutamente priva di impurità ed asciutta.

## Caratteristiche
Si divide principalmente in modelli che forniscono aria a bassa pressione, da 10 a circa 30 Atm, e ad alta pressione, generalmente nei modelli di ultima generazione da 200 fino a circa 500 Atm. Sono stati realizzati anche compressori chiamati oil free, poiché utilizzano particolari accorgimenti che ne consentono la lubrificazione senza uso di oli, che generano appunto problemi di eventuale tossicità dell'aria e di ulteriori problematiche nel caso l'olio venga distribuito nebulizzato in ambienti iperbarici. Sono particolarmente costosi e per questo poco diffusi ma utilizzati soprattutto in ambito medicale e per il funzionamento delle camere iperbariche dei centri ospedalieri.
I compressori per aria compressa respirabile vengono usati per fornire aria respirabile per tutte quelle attività ove sia necessario respirare dove non è possibile altrimenti, in particolare per riempire le bombole per uso industriale, militare, subacqueo, e di soccorso. Quindi nei campi dell'immersione e della sommergibilistica, nonché aeronautico, per la respirazione dei piloti di aerei da caccia non pressurizzati, quando questi si trovano ad alta quota, ed infine per servizi di soccorso o di interventi in ambienti ostili, quindi usati anche dai vigili del fuoco e dalle squadre di pronto intervento speciali nel settore minerario. Sono indispensabili per la gestione delle camere di decompressione, per poter appunto fornire le scorte di aria a pressione in grado di generare la quote operative relativamente necessarie ed il relativo ricambio di aria fresca a seguito della generazione di anidride carbonica nell'ambiente sigillato. Un particolare utilizzo viene fatto in Formula 1, dove in questo caso vengono usati per il funzionamento delle potenti pistole ad aria compressa necessarie per smontare i cerchi con le gomme e per dei particolari sistemi di avviamento dei motori, per la relativa necessità di disporre di pressioni medio elevate. In questo caso non sono usati per respirare ma solo perché in un mondo dove tutto è estremizzato viene usato sempre il meglio disponibile senza badare a spese in associazione al fatto di disporre così di aria estremamente pulita ed essiccata.
I compressori si dividono in molti modelli a seconda delle quantità di aria che devono fornire ed al numero di bombole da ricaricare contemporaneamente. Principalmente si dividono in modelli a più stadi di compressione, con un gruppo pompante e con un motore di trascinamento elettrico o a scoppio. Quindi possono essere usati in associazione con motori usati per trazione con pulegge e cinghie, possono essere portatili o a stazione fissa, a seconda delle dimensioni. Particolarmente super dimensionati quelli usati nei sommergibili o quelli che necessitano di fornire grandi quantità di aria, ma i più utilizzati sono quelli di medie e piccole dimensioni nel mondo della subacquea e delle competizioni automobilistiche. Tutti i centri di immersione (diving center), i centri iperbarici e i team di competizioni automobilistiche ad alto livello ne possiedono almeno uno. Si differenziano e si indicano principalmente in base alla quantità di aria erogata nel tempo, litri minuto o metro cubo per ora.

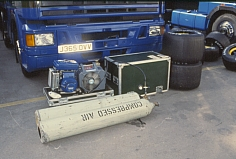
Compressore portatile e bombole ai paddock di Monza

## Funzionamento
Il funzionamento è del tutto simile ai compressori di aria compressa usati in ambito industriale, quindi pluricilindri detti multistadio, generalmente da tre a quattro, posizionati a corpo stellare, e relative valvole sulle testate antiritorno di flusso, e lubrificati con oli minerali compatibili fisiologicamente e con le elevate pressioni di ossigeno ricavato, che potrebbero causare pericolose esplosioni. Nel caso di quattro cilindri il funzionamento di base è il seguente: il primo cilindro porta l'aria da pressione ambiente a bassa pressione, il secondo da bassa a medio alta, il terzo da medio alta ad alta, il quarto da alta ad altissima, quindi fino a circa 350 Atm, ma generalmente in Italia tranne rari casi, dati i costi elevati delle bombole prodotte e collaudate a 350 Atm, viene usata la pressione di circa 220 Atm massima.
L'entrata in commercio, a costi sempre più accessibili, delle bombole ad uso terrestre in materiali compositi, stante il minor peso , ha dato nuovo impulso al settore aria respirabile ,consentendo di utilizzare bombole in" composito" con liner interno sia in PET che in Alluminio caricate a 300 bar, (collaudo a 450 bar) .Al momento in Italia vengono immesse nel mercato bombole ,da parte di varie aziende, sia in acciaio che in composito a 300 Bar. Una sola invece è l'azienda che propone bombole in composito adatte all'uso subacqueo .Il costo elevato e l'eccessiva galleggiabilità non raccolgono ,attualmente, il favore dei sub.
L'aria nelle varie fasi di compressione passa attraverso dei decantatori e/o separatori di condensa, in genere l'umidità contenuta dell'aria che viene trasformata in acqua, che si emulsiona con una piccolissima parte di olio usata per la lubrificazione del gruppo pompante. Questa viene espulsa e raccolta in contenitori appositi. Infine tutta l'aria prima di arrivare alle bombole viene filtrata e deodorata attraverso il passaggio in un tubo contenitore a strati di granuli di separatore molecolare e carbone attivo. A seguito di questo ciclo l'aria risulta infine perfettamente pulita, inodore, asciutta e respirabile. Il materiale filtrante può essere anche inserito in cartucce, e il tutto dopo un certo numero di ricariche va sostituito, poiché il carbone si umidifica e non è più efficiente, l'aria infine avrebbe un odore intenso e potrebbe essere anche dannosa e poco piacevole, portando ad avere nausee e mal di testa.

## Marche di aziende costruttrici
- Sauer Compressors
- L&W Kompressoren
- Bauer Kompressoren
- Coltri
- Olmeva
- Bristol
- Nardi Compressori